# Серково (Щёлковский район)
Серково — деревня в Щёлковском районе Московской области России. Входит в состав городского поселения Щёлково. Известна с XVIII века.

## География
Деревня расположена на северо-востоке Московской области, в юго-западной части Щёлковского района, в 17 км езды от МКАД и в 5 км от районного центра, на ручье Поныри.
С запада к деревне примыкает посёлок городского типа Загорянский, с востока — микрорайон Жегалово города Щёлково.
В деревне 5 улиц — Васильковая, Дачная, Речная, Слободка и Школьная, территория дачного посёлка (ДНП) «Лесино», также приписано два садоводческих (СНТ) и огородное (ОНТ) товарищества.
В деревне останавливаются автобусы №№24 «Щёлково — Загорянский» и 36 «Щёлково — Оболдино».

## Население
| 1852 | 1859 | 1869 | 1926 | 2002 | 2006 | 2010 |
| ---- | ---- | ---- | ---- | ---- | ---- | ---- |
| 274  | ↗283 | ↗299 | ↗346 | ↘253 | ↘251 | ↗263 |

## История
В 1725 году сельцом владеет стольник Иван Дмитриевич Алмазов, из рода, которому также принадлежало село Ошитково, Сергиевское тож.
В 1745 году сельцо с 23 крепостными душами мужского пола было у Николая Ивановича Алмазова.
В «Экономических примечаниях» 1774 года записано, что крестьяне «промышляют хлебопашеством, продажею сена, дров, работают на шелковых, полотняных и других фабриках, а иные в своих домах ткут российские шерстяные каламенки и кушаки».
К 1834 году крестьяне селения были отпущены на волю с землей на основании добровольного соглашения с помещиком.
В середине XIX века сельцо относилось ко 2-му стану Богородского уезда Московской губернии и принадлежала департаменту государственных имуществ. В сельце было 33 двора, крестьян 132 души мужского пола и 142 души женского.
В «Списке населённых мест» 1862 года — казённое сельцо 2-го стана Богородского уезда Московской губернии по правую сторону Хомутовского тракта (от Москвы по границе с Дмитровским уездом), в 30 верстах от уездного города и 9 верстах от становой квартиры, при реке Клязьме, с 38 дворами и 283 жителями (130 мужчин, 153 женщины).
По данным на 1869 год — сельцо Осеевской волости 3-го стана Богородского уезда с 56 дворами, 51 деревянным домом, тремя запасными хлебными магазинами и 299 жителями (140 мужчин, 159 женщин), из которых 47 грамотных мужчин. Количество земли составляло 265 десятин и 316 саженей, в том числе 44 десятины пахотной. Имелось 24 лошади и 28 единиц рогатого скота.
В 1913 году в деревне Серково — 49 дворов.
По материалам Всесоюзной переписи населения 1926 года — центр Серковского сельсовета Щёлковской волости Московского уезда в 3 км от Стромынского шоссе и 3,5 км от станции Щёлково Северной железной дороги, проживало 346 жителей (160 мужчин, 186 женщин), насчитывалось 65 крестьянских хозяйств, имелась школа 1-й ступени.
В 1994—2006 годах — центр Жегаловского сельского округа.

## Достопримечательности
В деревне установлен памятник жителям, погибшим в годы Великой Отечественной войны.